# 善本

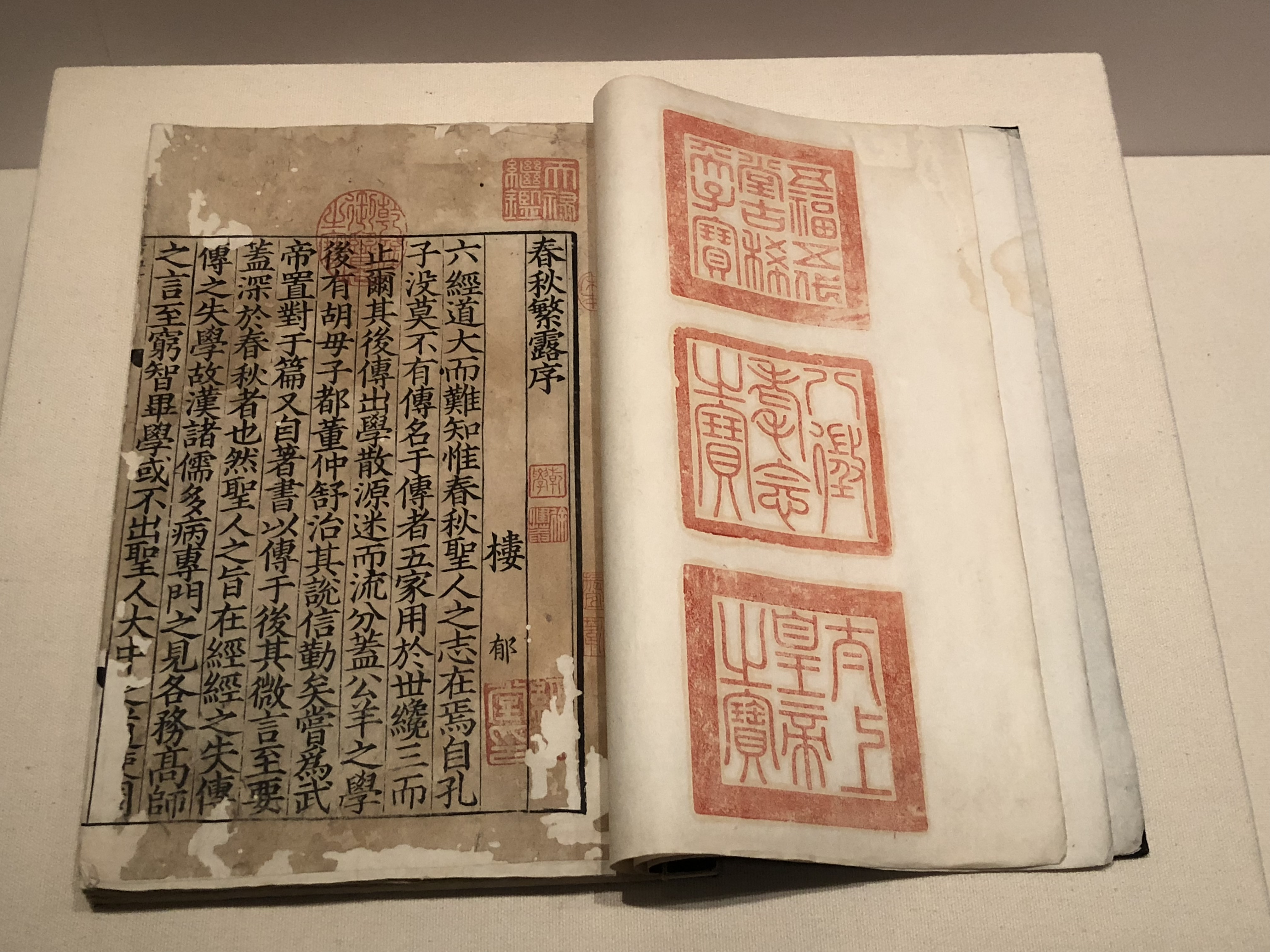
春秋繁露十七卷 宋嘉定四年胡槻江右计台刻本，上有徐乾学、季沧苇、天禄继鉴等印。

善本是一種關於古籍、手稿、文獻等紙質出版物的概念。在書稿流傳中，常常會出現多種不同的版本；而其中經過仔細的校勘、抄寫、印刷等修繕所得到的珍貴、優秀的版本，即稱爲“善本”，有比較高的收藏、流傳的價值。經名家校正的善本，更是讀書人、藏書家爭相搜購的珍品。有些學者更會記下校讎經過，撰成「校勘記」，附於定本末後，是後世治學考證的重要參考資料。
善本的書籍，又稱作“善本書”。

## 中国历代文人对于“善本”的定义
清代张之洞《輶轩语》（光绪元年，1875年）中说：“善本非纸白版新之谓，谓其为前辈通人用古刻数本精校细勘不讹不缺之本也。此有一简易之法：初学购书，但看序跋是本朝校刻，卷尾附有校勘记而密行细字、写刻精工者即佳。善本之义有三：一足本（无缺卷、未删削），二精本（一精校、一精注），三旧本（一旧刻、一旧抄）。”
清代丁丙《善本书室藏书志》则对善本规定了四点：“一曰旧刻”，“二曰精本”，“三曰旧抄”，“四曰旧校”。

## 另見
- 校勘學
- 孤本
- 手抄本
- 原稿

### 引用
1. 1 2 3   (PDF). 臺北市: . 2007-12-20: 27. ISBN 978-957-678-465-1. 
001 善本 Rare books 藏書家多稱書籍之精印難得者，或以罕有者為善本
002 稿本 Manuscripts 本人書寫原稿者
003 精鈔本 Fine transcript；舊鈔本 Old transcript
2. ↑  《中国文化知识精华》，湖北人民出版社，ISBN 7-216-00281-4
3. ↑  《中国文化知识精华》，湖北人民出版社，ISBN 7-216-00281-4